# فرودگاه کنیاژواچ
فرودگاه کنیاژواچ (به انگلیسی: Knjaževac Airport) (به زبان بومی: Aerodrom Knjaževac) یک فرودگاه همگانی با کد یاتا KZC است که یک باند فرود چمن دارد و طول باند آن ۱۱۶۰ متر است. این فرودگاه در کشور صربستان قرار دارد و در ارتفاع ۲۰۰ متری از سطح دریا واقع شده است.